# 法蘭西絲·喬嘉
法蘭西絲·喬嘉（英語：Frances Cuka；1936年8月21日—2020年2月16日）是英國女演員，有六十年時間都是在電視劇演出。晚年的主要演出是2011年至2018年間情景喜劇《星期五晚餐》的寶娜婆婆。

## 早年生活
喬嘉生於英格蘭倫敦，父親是雕版加工師約瑟夫·喬嘉、母親是裁縫師黎蒂莎·雅麗絲·安妮（原姓法蘭西絲），全家之後搬家至霍夫。喬嘉曾在孩提時期現身BBC廣播的《兒童時間》，就讀市政廳音樂及戲劇學院。

## 劇場生涯
喬嘉離開市政廳學院後加入了劇坊，出演《馬克白》和1958年思拉·德莉妮新作《一嚐禁蜜》中的小棗，不論是西区剧院還是百老匯。在此期間，她曾經現身皇家宮廷劇院的多齣戲，包括《遊戲結束》和《豬人生活》。1963年，喬嘉飾演音樂劇《浮華世界》的碧琪·莎寶，同劇還有佐治·白加和絲寶·方蒂。

## 電視生涯
喬嘉轉投電視台後首批作品包括《秘銀探險》、《驚妖嚇鬼》、《突擊諜戰》和《倫敦保鑣》。她亦曾經參演《亨利五世（下）》的BBC電視版，飾演道德小姐。及後主演多齣肥皂剧，例如《十字街口》和《加冕街》。至於電影作品包括1970年《孤寒財主》 中博·谷捷的老婆、1972年《風流天子》的阿拉貢的凱瑟琳。
1991年，喬嘉加入BBC第1台連續劇《东区人》飾演碧姬·米曹；2006年至09年9月期間主演醫療劇《急诊室》中的流浪婦人巴斯太太；2010年在門房樓上為樂高施劇院公司出演《不可兒戲》的柏克勞夫人；2011年3月至2018年出演第四台情景喜劇《星期五晚餐》中的寶娜嫲嫲。在此期間喬嘉也有參演其他作品。

## 逝世
2020年2月16日，喬嘉在汉普斯特德寓所因中風逝世，終年83歲。

## 影視作品
| 年份           | 作品                  | 角色                            | 備註     |
| -------------- | --------------------- | ------------------------------- | -------- |
| 1961           | 物超所值              | 曉達·沈馬絲                     |          |
| 1970           | 孤寒財主              | 愛富·谷捷                       |          |
| 1972           | 亨利八世與六妻妾      | 阿拉貢的凱瑟琳                  |          |
| 1972           | 捉迷藏                | 迪奇太太                        |          |
| 1980           | 森林中的觀察者        | 瑪麗·傅麗明                     |          |
| 1987           | 十字街口              | 瑪麗·蘭卡斯特                   |          |
| 1988           | 躲在閣樓的安妮·法蘭克 | 梵丹太太                        |          |
| 1988           | 凱旋歸來？            | 廖·蕭瑤                         | 1集      |
| 1990           | 浩氣蓋山河            | 浩騰夫人                        |          |
| 1991           | 东区人                | 碧姬·米曹                       | 沒有放映 |
| 1991           | 怕黑                  | 杜頓太太                        |          |
| 1997           | 白雪公主：驚嚇傳說    | 蘭露                            |          |
| 2001 2003      | 差佬生活              | 鍾斯太太 珊查·傅來切            | 2集      |
| 2001 2005 2007 | 醫者心                | 莉莉·古德溫 美·理查斯 馬花·丹娜 | 3集      |
| 2003           | 池畔謀殺案            | Lady on the Underground         |          |
| 2005           | 雾都孤儿              | 畢雲太太                        |          |
| 2006－2009     | 急诊室                | 巴斯太太                        | 7集      |
| 2011－2018     | 星期五晚餐            | 伊倫娜·"妮莉"·寶娜              | 12集     |
| 2012、2014     | 霍爾比市              | 愛斯特·利維                     | 3集      |
| 2014           | 近月行動              | 莎拉                            |          |

## 外部連結
- 法蘭西絲·喬嘉在互联网电影资料库（IMDb）上的資料（英文）
- 傳記 （页面存档备份，存于）